# 北仙台站
北仙台站（日语：／ Kita-Sendai eki */?）是位於日本宮城縣仙台市青葉區昭和町，屬於仙山線（JR東日本）和仙台市地下鐵南北線（仙台市交通局）的鐵路車站。仙台市地下鐵的車站編號是N06。

## 停靠路線
本站為轉乘站，JR東日本仙山線與仙台市交通局的仙台市地下鐵南北線皆在本站停靠。仙台市地下鐵的車站是與仙台市營巴士的指定轉乘站。

## 車站結構

### JR東日本
本站為島式月台1面2線的地面車站，2號月台與本線是1線貫通構造。月台和車站大廳位於1樓，軌道設置於盛土上，軌道和月台比站房位於更高的位置。閘口設於車站南側。廁所設於閘內，併設輪椅用廁所。

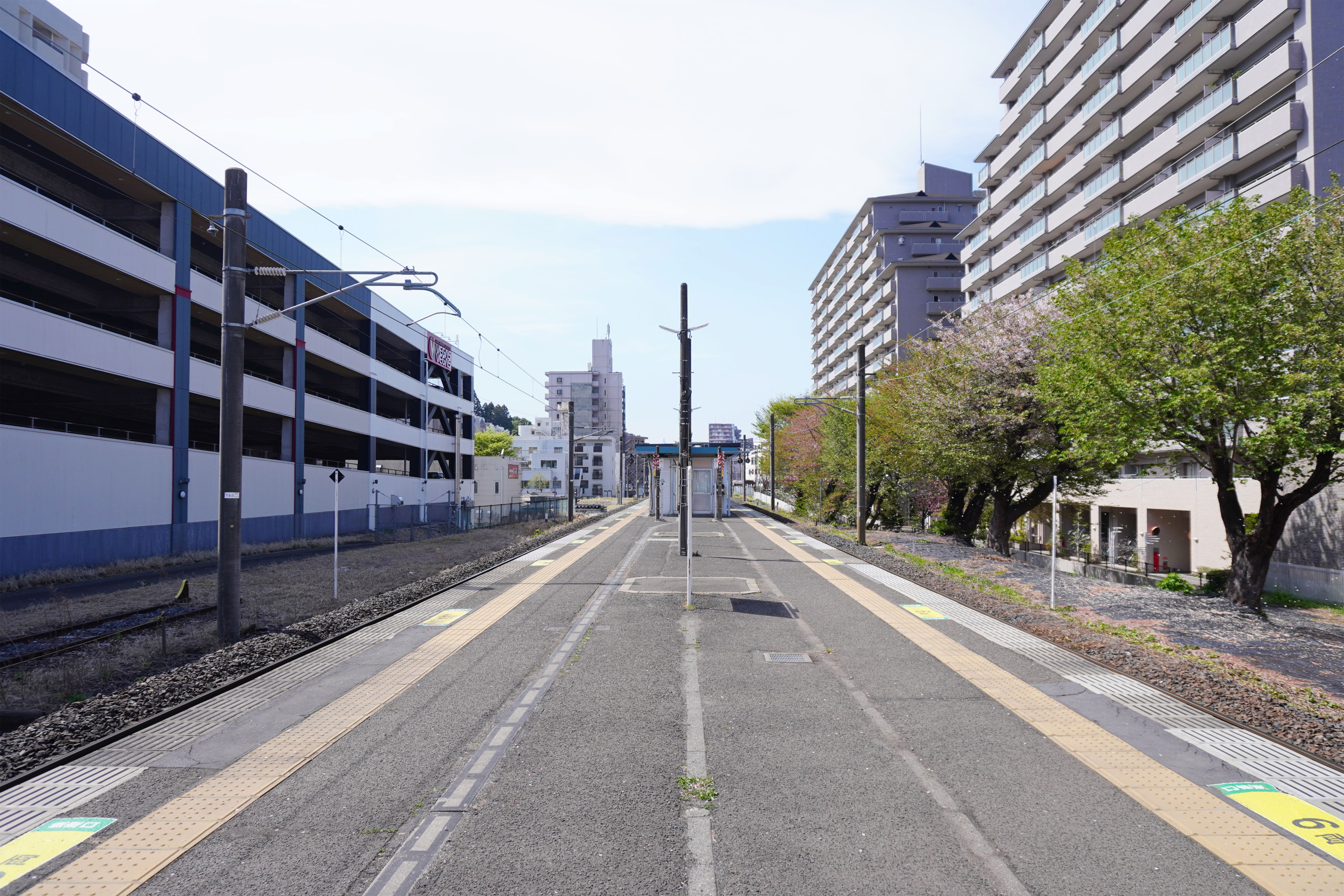
月台(2024年4月)

#### 月台配置
| 月台 | 路線    | 方向 | 目的地               |
| ---- | ------- | ---- | -------------------- |
| 1    | ■仙山線 | 下行 | 愛子、作並、山形方向 |
| 2    | ■仙山線 | 上行 | 仙台方向             |

### 仙台市地下鐵
本站為島式月台1面2線的地底車站，月台位於地下2樓，車站大廳則位於地下1樓。

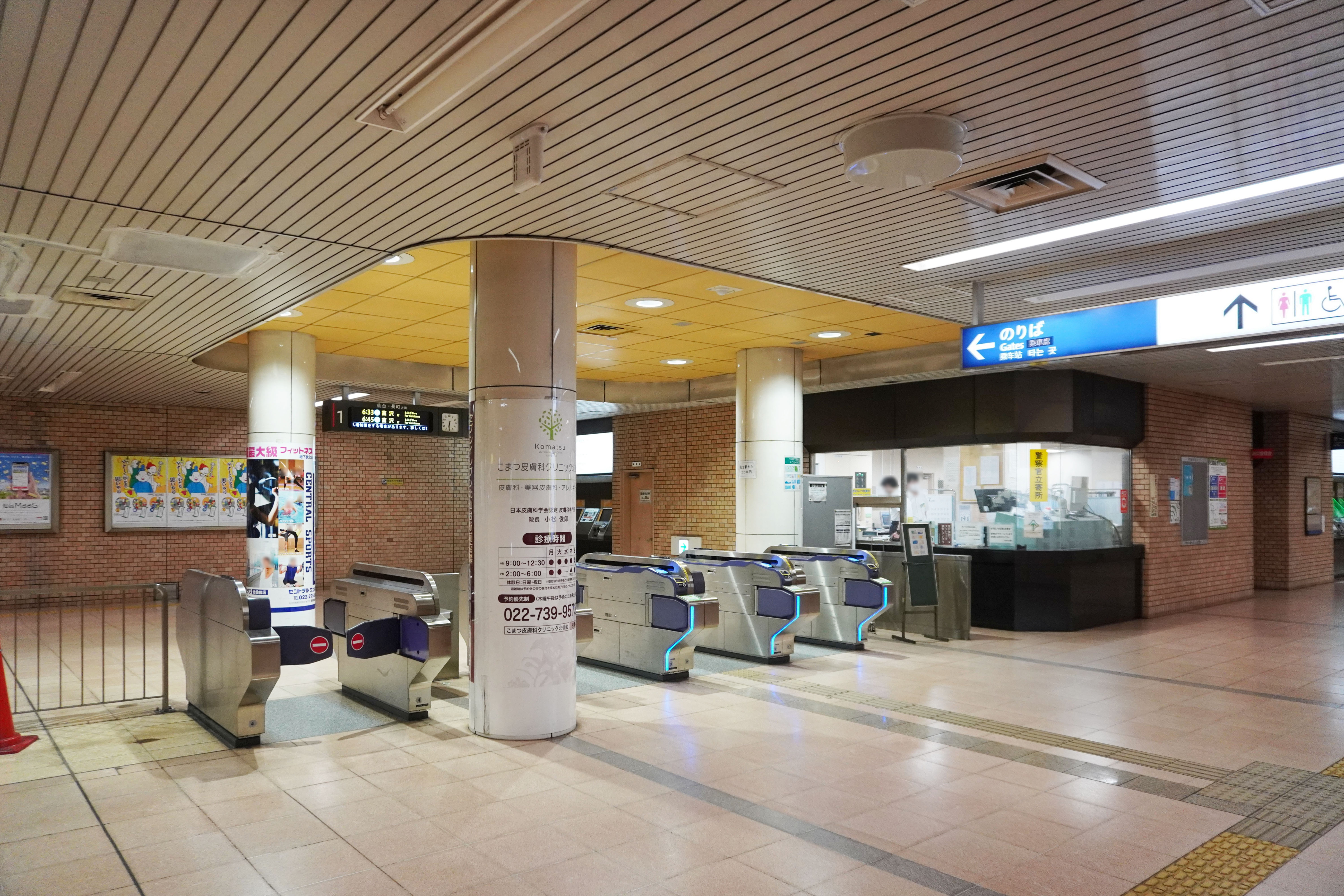
驗票口(2023年7月)

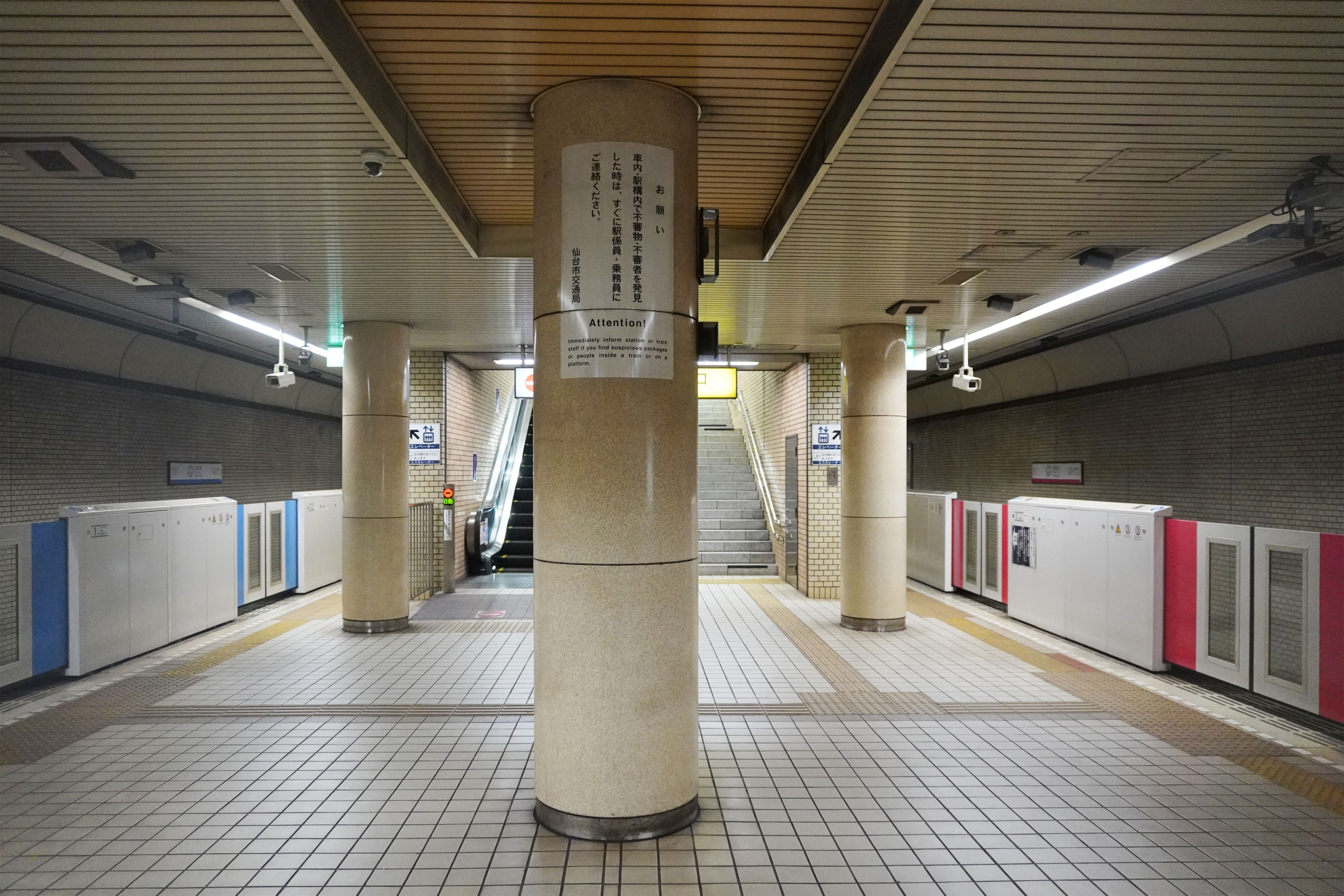
月台(2023年7月)

#### 月台配置
| 1 | ■南北線 | 仙台、富澤方向 |
| 2 | ■南北線 | 泉中央方向     |

## 使用情況
| 上車人次推移       | 上車人次推移 | 上車人次推移 |
| 年度               | JR東日本     | 仙台市地下鐵 |
| ------------------ | ------------ | ------------ |
| 2000年（平成12年） | 3,421        | 7,235        |
| 2001年（平成13年） | 3,321        | 7,020        |
| 2002年（平成14年） | 3,366        | 6,796        |
| 2003年（平成15年） | 3,654        | 6,880        |
| 2004年（平成16年） | 3,708        | 6,800        |
| 2005年（平成17年） | 3,809        | 6,793        |
| 2006年（平成18年） | 3,926        | 6,819        |
| 2007年（平成19年） | 4,159        | 6,743        |
| 2008年（平成20年） | 4,239        | 6,594        |
| 2009年（平成21年） | 4,304        | 6,400        |
| 2010年（平成22年） | 4,203        | 6,480        |
| 2011年（平成23年） | 4,064        | 6,441        |
| 2012年（平成24年） | 4,277        | 6,884        |
| 2013年（平成25年） | 4,454        | 7,149        |
| 2014年（平成26年） | 4,449        | 7,229        |
| 2015年（平成27年） | 4,560        | 7,604        |
| 2016年（平成28年） | 4,623        | 8,180        |
| 2017年（平成29年） | 4,786        | 8,511        |

1日平均上車人次如下。
- JR東日本：4,786人（2017年度）
- 仙台市地下鐵：8,511人（2017年度）[1]

一日平均上車人次（單位：人次）

## 相鄰車站
東日本旅客鐵道
■仙山線
□快速（一部）
仙台－北仙台－國見
□快速、■普通
東照宮－北仙台－北山
 仙台市地下鐵
■南北線
台原（N05）－北仙台（N06）－北四番丁（N07）

### 曾經存在的路線
仙台鐵道
仙台鐵道線
通町－北仙台－東照宮前
仙台市電
北仙台線
堤通－北仙台

## 外部連結
- JR東日本 北仙台站（页面存档备份，存于）（日語）
- 地下鐵使用指南 北仙台站 - 仙台市交通局（日語）